# Prion de la Désolation
Pachyptila desolata
Espèce
Statut de conservation UICN

 LC  : Préoccupation mineure
Le Prion de la Désolation (Pachyptila desolata) est une espèce d'oiseaux de la famille des Procellariidae.

## Nomenclature
Il doit son nom à l'ancienne appellation des îles Kerguelen, « îles de la Désolation ».

## Répartition
Cet oiseau niche à travers les îles subantarctiques.